# Thaao Penghlis
Thaao Penghlis (Sydney, 15 december 1945) is een Australisch acteur die het best bekend is voor zijn rollen in soapseries zoals General Hospital, Santa Barbara en Days of our Lives.
Hij is het meest bekend voor zijn rol van Tony/André DiMera in Days of our Lives. Hij startte met de rol van Tony in 1981 en speelde die tot 1985. Van 1983 tot 1984 had hij zelfs een dubbelrol in de serie met André DiMera, een neef van Tony die door plastische chirurgie er exact hetzelfde uitzag. Van 1993 tot 1995 en van 2002 tot 2005 speelde hij opnieuw de rol van Tony. In 2007 keerde Thaao opnieuw terug naar Days en daar bleek dat André Tony al 20 jaar gevangen hield op een eiland waardoor het eigenlijk altijd André was die de laatste jaren in de serie had gespeeld. André kwam om het leven en van toen af speelde Thaao de echte Tony.